# Abbaye de Bégard
L'abbaye Notre-Dame de Bégard, dans l'actuelle commune de Bégard (Côtes-d'Armor) est la première fondation cistercienne en Bretagne, établie le 10 septembre ou le 10 novembre 1130 par quatre moines de l'abbaye de l'Aumône près de Chartres en un lieu appelé Pluscoat ou Purcoat ou Pura Silva, et renommé Bégar car ce lieu avait été antérieurement habité par un ermite portant ce nom.

## Historique

### La fondation
Les quatre moines fondateurs nommés Jean, futur premier abbé, Guillaume, Abraham et Jacques s'adressent en premier lieu à Geoffroi Botherel II, comte de Lamballe, qui les accueille avec des honneurs avant de les éconduire et de les envoyer à son père le comte Étienne à Guingamp. C'est ce dernier qui leur accorde sur ses terres un terrain pour s'établir. Raoul évêque de Tréguier engage ses ouailles à aider l'implantation des religieux. Conan III de Bretagne sous l'influence de sa mère Ermengarde d'Anjou, favorise également l'établissement de l'abbaye.

### Moyen Âge
Au XIIe siècle, Bégard, fille de l'Aumône, et petite-fille ou « fillette » de Cîteaux est surnommée « le petit Cîteaux de l'Armorique » et est à l'origine de la fondation de plusieurs abbayes en Bretagne : Le Relecq (1132), Boquen et Saint-Aubin-des-Bois (1137), Lanvaux (1138) et Coatmalouen (en 1142). Le comte Étienne Ier de Penthièvre († vers 1137), son épouse Havoise, son fils Alain le Noir († 1146) et son petit-fils Conan IV de Bretagne († 1171) obtiennent le droit de sépulture du fait de leurs bienfaits considérables en faveur de l'abbaye.

### Époque moderne
« Les moines de Bégard dominaient plus du tiers des paroisses du Trégor surtout dans le secteur de Pédernec (...). De 1660 à 1774, pour mesurer le grain que leur doivent les paysans [la dîme], ils utilisent des récipients agrandis de 10 %. Quand s'annonce l'enquête qui révélera la fraude, ils décident d'en faire d'autres le plus secrètement possible et de leur donner l'aspect du vieux ».
Devenu un prieuré, les bénéfices de Saint-Rion du prieuré de Bégard, au doyenné de Lanvollon étaient pour le prieur de l'abbaye Saint-Magloire de Léhon, puis en 1789 pour l'évêque.

### La Révolution
Le 30 septembre 1790 les « municipaux » de Guénézan saisissent officiellement l'abbaye. L'inventaire est effectué entre le 8 novembre et le 31 décembre suivant. Les bâtiments jardins et vergers, bois et la métairie sont vendus le 3 novembre 1791 à un négociant parisien Étienne-Marie Le Bouteux du Mousseau pour la somme de 165 300 livres.
Sept des huit moines qui se trouvaient encore à l'abbaye en 1790 profitèrent de la Révolution pour abandonner la vie religieuse ; le prieur se déclara athée et il épousa une ci-devant religieuse.

### LeXIXesiècle
L'église abbatiale fut détruite par un incendie vers 1900.

### LeXXesiècle
Depuis 1927, des religieuses occupent à nouveau les lieux, mais il ne reste pratiquement plus de vestiges de l'ancienne abbaye.

## Architecture

### Église abbatiale
L'abbatiale a été totalement détruite par un incendie en 1896.

### Bâtiments conventuels
Le logis abbatial de 1748, restauré en 1943 après un incendie avait été transformé en hôpital par la congrégation du Bon-Sauveur de Caen en 1857.

## Filiations, terrier, revenus et propriétés
L'abbaye de Bégard est fille de celle de l'Aumône et mères de celles du Relec, de Boquen, de Saint-Aubin des Bois, de Lanvaux et de Coatmalouen.